# Лев из Монтефельтро
Лев (ок. 275 года — 366 год; San Leo di Montefeltro, San Leone di Montefeltro) — святой епископ Монтефельтро. День памяти — 1 августа. По преданию родом из Далмации, по профессии каменотёс. Первый епископ Монтефельтро.